# Hyundai KIA J
Bei der Baureihe J handelt es sich um Vierzylinder-Dieselmotoren von Hyundai/KIA, die drei unterschiedliche Grundlagen haben. Ihre Gemeinsamkeit besteht in der vom Hersteller gewählten Bezeichnung und zeitbedingt ähnlicher Technologie.

## Allgemeines
Abgesehen vom 2,9 L-Motor verfügen die Motoren über indirekte Einspritzung und eine obenliegende Nockenwelle (SOHC), die zwei Ventile pro Zylinder bedient. Die 2,9 L-Variante verfügt über zwei obenliegende Nockenwellen (DOHC) und vier Ventile pro Zylinder. 2001 wechselte sie von der Direkteinspritzung mittels Verteilerpumpe zur Common-Rail-Einspritzung. Sie verfügt zudem in allen Baujahren über einen Turbolader. Diese Merkmale machten sie zur einzigen Variante der Reihe, die auch in PKW eingesetzt wurde.
Die Motoren werden von KIA in Südkorea gefertigt.
Der Motorblock besteht aus Grauguss, sein Zylinderkopf aus Leichtmetall. Die hubraumbedingte Kolbengröße und somit -masse macht für einen ruhigen Lauf eine Ausgleichswelle nötig. Diese ist im J3 (2,9 L) doppelt ausgeführt, bei JS, J2 und JT wird sie nicht erwähnt, sodass hier wahrscheinlich darauf verzichtet wurde. Die Ausgleichswellen im J3 laufen gegenläufig zur Kurbelwelle und reduzieren so Geräusche, deren Ursache Energieverluste im einstelligen PS-Bereich wären, die so ebenfalls vermieden werden.
Die Kraftübertragung von der Kurbelwelle zur Nockenwelle erfolgt mittels Zahnriemen. Sein Austausch ist für den 2,9L-Motor aller 90.000 km, für dessen 185 PS-Variante aller 160.000 km vorgesehen. Für die anderen Varianten muss mangels Internetquellen auf das Handbuch zurückgegriffen werden. Gewicht und Leerlaufdrehzahl der Motoren wurden nicht veröffentlicht, bis auf den 2,9L-Motor gilt dies auch für die Art der Ventilbetätigung.
Die Ventile des 2,9L-Motors werden über Rollenschlepphebel betätigt, die wie eine Wippe agieren. Auf deren Scheitelpunkt liegt der Nocken an. Während seiner Umdrehung drückt er eine Seite und damit zwei Ventile nach unten, während auf der anderen der mittels eingebauter Feder sich streckende Hydrostößel immer bündig anliegt. Diese Form des Ventilspielausgleichs ist wartungsfrei. Eine Abnutzung würde sich durch ein Tickgeräusch mitteilen.
Zur schnelleren Erwärmung des Innenraumes besitzt nur der Carnival III einen Zuheizer für den Kühlwasserkreislauf. Andere Fahrzeuge mit J-Motoren haben eine dieseltypisch längere Innenraumerwärmung. Der Zuheizer ist im Motorraum angebracht und erwärmt durch Verbrennung von Diesel das Kühlwasser zusätzlich. Dadurch erreicht der Motor schneller die Betriebstemperatur und die Heizung des Innenraums ihre Wirkung. Das Bauteil ist wesentlicher Bestandteil einer Standheizung, welche damit kostengünstig nachgerüstet werden könnte. Mit Ausnahme der A-Reihe findet sich in den anderen Dieseln des Herstellers ein elektrischer Zuheizer im Luftstrom der Innenbelüftung. Er würde einen kompletten Standheizungssatz erfordern, heizt die Innenluft jedoch deutlich schneller.

## Serie 1

### Geschichte

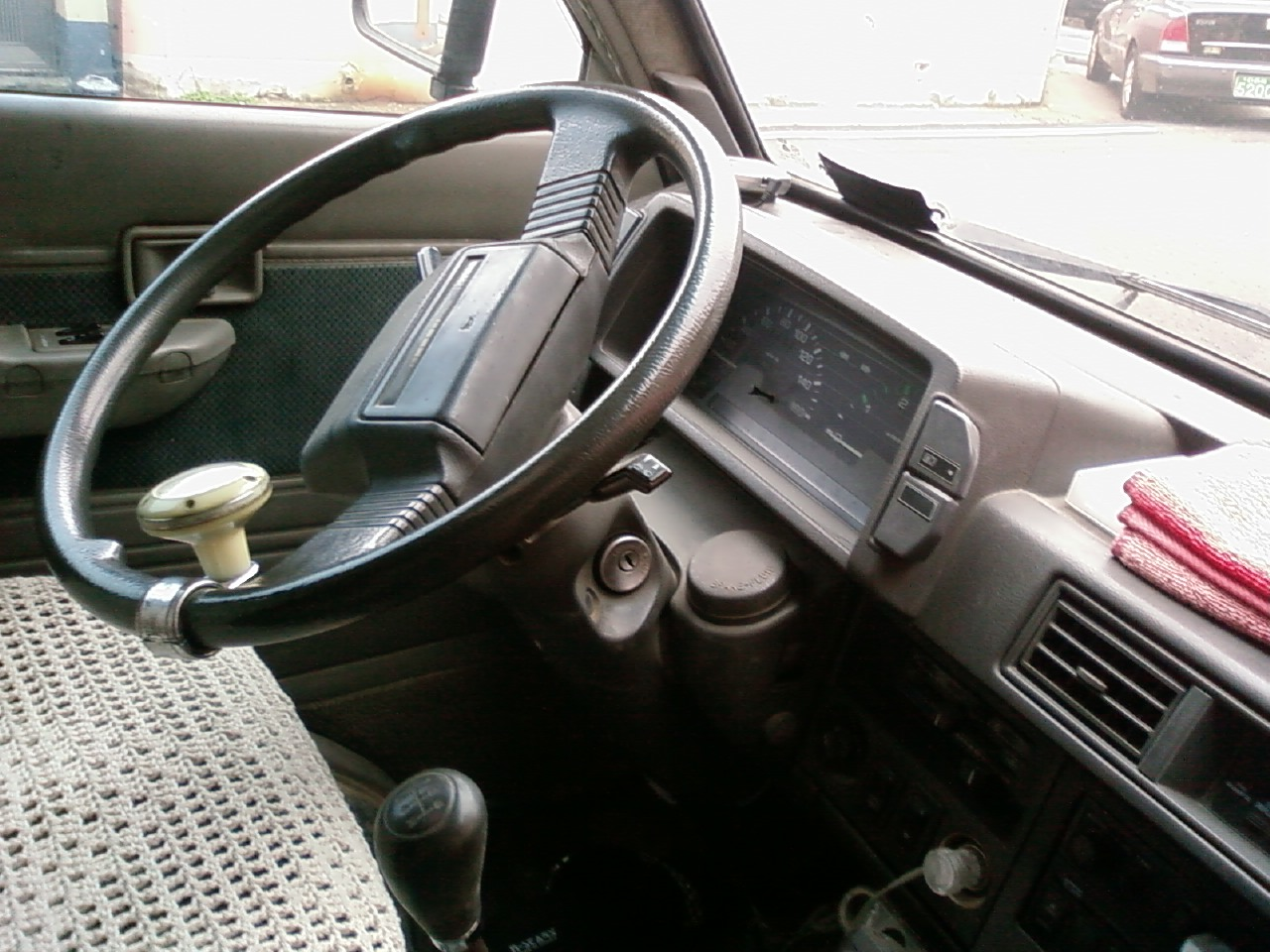
Einzige Anwendung des JS-Motors: Der KIA Besta außerhalb Europas.

1992 startete die J-Reihe mit dem genau 2,7 L großen JS. Dieser Motor wurde nur kurze Zeit eingesetzt und war in Europa nicht erhältlich. Über seine Eigenschaften sind Informationen daher rar, nur seine Entwicklung durch KIA ist bekannt. Bereits seit 1962 fertigte man dort Nutzfahrzeuge mit Dieselmotoren, zunächst jedoch aus fast ausschließlich importierten Baugruppen. Erst in den siebziger Jahren wurden zunehmend selbstentwickelte Teile verwendet, häufig, um Lizenzteile wie Motoren an die eigenen Anforderungen anzupassen. Der erste selbstentwickelte Dieselmotor folgte zwei Jahre nach Aufkauf des Konkurrenten Asia Motors 1976. Zum Zeitpunkt der Fusion mit Hyundai reichte die Dieselpalette schließlich bis 19,7 L Hubraum.
1997 wurde der JS durch den J2 abgelöst. Dieser basiert auf dem von KIA in Lizenz gefertigten 2,2L Mazda R2. Wie auch dessen Zwei-Litervariante RF ist sein Motorblock nahezu baugleich zur benzingetriebenen Mazda-F-Reihe. Der 2,0L-Benzinmotor FE wurde dabei unter anderem im Kia Clarus eingesetzt, der 2,2L-F2 etwa im Ford Probe. Der lizenzierte R2-Diesel wurde, von KIA leicht modifiziert, mit der internen Bezeichnung S2 gleichzeitig in eigenen Fahrzeugen eingesetzt. 1995 wurde dieser S2 auf 2,7 L vergrößert und J2 benannt, wobei außer den hubraumbestimmenden nahezu alle Bauteile weiterhin baugleich zum Mazda R2 blieben.
Unter der Bezeichnung JT wurde der J2 ebenfalls 1997 auf 3.0L (2957 cm³) vergrößert.
1999 folgte nach fünfjähriger Entwicklungszeit der J3-Motor. Er ist der einzige KIA-Motor, der nach dem Zusammenschluss mit Hyundai auch in deren Fahrzeugen verwendet wurde. Alle anderen wurden nur in KIA-Produkten weitergeführt und bei Modellwechseln mit Hyundai-Motoren ersetzt. Deren Nachfolge-Reihen werden mittlerweile gemeinsam entwickelt.

### Einspritzung und Schadstoffreduktion

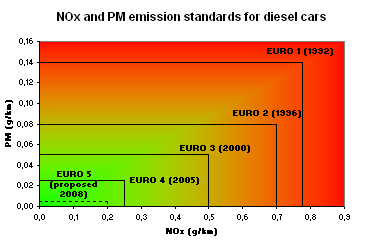
Stickoxid- und Partikelmassegrenzwerte der Euro-Normen für Diesel.

In dieser Reihe wurden aufgrund ihrer langen Bauzeit alle Diesel-Einspritzverfahren zumindest kurzzeitig angewendet.

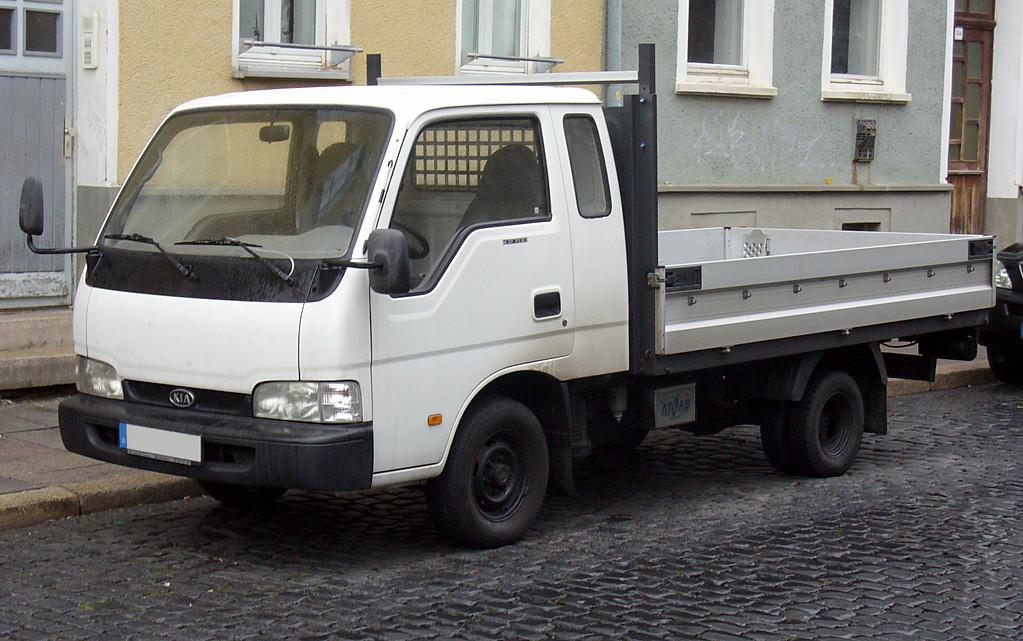
J2-Motor mit Euro 1-Norm im KIA K2700

Den Anfang machte 1992 der JS, der entweder Vorkammer- oder wie seine Nachfolger Wirbelkammereinspritzung verwendete. Bei letzterer wird der Diesel gleichmäßiger mit Luft vermischt als in der Vorkammer. Damit wird der Kraftstoff vollständiger verbrannt, weshalb weniger benötigt wird und dabei weniger Schadstoffe entstehen. Die häufigste Partikelgröße ist hier jedoch mit 70 nm etwa halb so groß wie bei der Common-Rail-Direkteinspritzung, die Anzahl etwa dreimal so hoch (vgl. Kasten mit Hinweisen zu Partikeln und deren größenbedingter Wirkung). In die Wirbelkammer, die schräg oberhalb des Zylinders angebracht ist, wird durch den Kolben beim Verdichten bis zu zwei Drittel der Luft geschoben. Die Kugelform der Kammer verwirbelt die einströmende Luft. Hierein wird nun der Diesel gespritzt, der sich dadurch gleichmäßiger als in einer Vorkammer verteilt. Der Einspritzdruck liegt zwischen 350 und 500 bar. Die eigentliche Verbrennung startet dann in der Wirbelkammer und geht in den Zylinder über, dessen Kolben dadurch in seine Abwärtsbewegung gebracht wird und das Gemisch weiter in den Zylinder zieht. Bei Abnutzung kann die Wirbelkammer unabhängig vom Zylinderkopf ausgetauscht werden. Der Kraftstoff wird mittels Verteilerpumpe über je eine Leitung zu jeder der vier Zylindervorkammern transportiert, im Gegensatz zu einer gemeinsamen Kraftstoffleitung im späteren, danach benannten Common Rail-Verfahren. Verwendung findet hier eine Verteilerpumpe von Doowon. J2 und JT verwenden dieses Wirbelkammerverfahren.
Damit erreichen sie marktbezogen seit spätestens 2005 die Euro 2-Norm. In Europa wurden sie daher nur bis zum Beginn der Euro 3-Pflicht im Jahr 2001 angeboten.
Der J3 verwendete anfangs (126 PS) ebenfalls eine Verteilerpumpe, hier jedoch eine von Bosch (Typ VE4). Dazu wechselte er aber von der Vorkammer- zur moderneren Direkteinspritzung. Der Einspritzdruck dieser Technik liegt bei maximal 1400 bar, jener des J3 wurde vom Hersteller nicht benannt. Bereits zwei Jahre später wurde der Motor 2001 auf Common-Rail-Versorgung mit 1500 bar umgestellt (144 und 150 PS). Hierbei wird mit bis zu zwei Pilot- einer Haupt- und einer Nacheinspritzung gearbeitet. Diese Unterteilung verbessert die Laufkultur, da der Verbrennungsvorgang im Zylinder in die Länge gezogen wird. Zudem verteilen sich kleinere Kraftstoffmengen besser im Zylinder. Dies reduziert Ruß und Stickoxide durch weniger inhomogene Bereiche von Sauerstoffmangel und -überschuss. Die Nacheinspritzung dient der teilweisen Verbrennung entstandener Rußpartikel. Dadurch erfüllt der Motor auch erstmals die Euro 3-Norm. Verwendet wurde eine Delphi DFP1-Anlage. Diese wurde 2005 für Hyundai (163 PS) überarbeitet und bei KIA (185 PS) durch eine DFP3 desselben Herstellers ersetzt. Seit diesem Jahr arbeiten die Motoren mit 1600 bar, die 185 PS-Version erfüllt die Euro 4-Norm, die 163 PS-Variante nicht, weshalb sie mit deren Gültigkeitsbeginn 2006 eingestellt wurde. Die Details der 2008 ergänzten 125 PS-Variante mit Common-Rail-Einspritzung wurden nicht veröffentlicht. Dieser Motor wird nur in Kleinlastern eingesetzt und erfüllt seit Beginn auch außerhalb Europas die Euro 4-Norm. Die Fertigung von Transportern und Kleinbussen wie dem Pregio wurde nach dem Zusammenschluss von KIA und Hyundai letzterem  Hersteller überlassen, der hierfür andere Motoren einsetzt (vgl.).
Ein Oxidationskatalysator wurde erstmals 2001 für den J3 mit 144 PS erwähnt und ist für diesen Motor seitdem serienmäßig.
Diese Reihe verfügt über keine Stickoxid-Reduktion und bis 2005 auch keine Rußfilterung in der Abgasnachbehandlung.
Ein offener Rußfilter ist nur im 2008 erschienenen J3 mit 125 PS und dem 2005 vorgestellten J3 mit 185 PS verfügbar. Eine Partikelfilter-Nachrüstung der anderen Motoren dieser Reihe kann möglicherweise zur Erlangung einer besseren Feinstaubplakette führen. Informationen zum jeweiligen Fahrzeug bietet eine Webseite der Vereine TÜV und Dekra. Hyundai/KIA bietet entsprechende offene Filter an. Funktion und Effizienz offener Filtersysteme zeigt herstellerbezogen ein Dossier des Umweltbundesamts.
Die Wirkung des Oxidationskatalysators und der über die Produktionsjahre präziser gewordenen, nicht-elektronischen Abgasrückführung entspricht jener der D-Reihe.

### Turbolader
Nur der J3-Motor wurde mit einem Turbolader ausgestattet, dies dafür durchgängig. Turbolader fördern mehr Sauerstoff in den Zylinderraum, als normalerweise einströmen würde, wodurch der Motor mehr Kraftstoff zugeben kann. Dadurch steigert sich die Leistung auf die eines größeren Hubraumes, wobei die Förderleistung mittels Motorsteuerung schon bei geringen Drehzahlen bereitgestellt werden kann. Somit und durch den kleineren Hubraum werden Reibungsverluste verringert, wodurch der Verbrauch unter dem eines turbolosen, größeren Motors liegt.
Unbekannt ist der Turbolader der 125 PS-Version im K2900. Die 126 und 144 PS-Varianten für den KIA Carnival verwenden einen IHI KHF5-1A. Dieser ist eine herstellerspezifische Version des RHF5. Jener ist für eine Abgastemperatur bis 950 °C ausgelegt. Seine Turbine rotiert mit maximal 180.000/min und ist für Leistungen bis 113 kW (154 PS) geeignet. Für die Nutzung des J3 im Terracan (150 und 163 PS) wurde der Turbolader daher angepasst und KHF5-2B benannt.
Für die leistungsstärkste Version des J3 mit 185 PS wurde die Zusammenarbeit mit BorgWarner begonnen. Der hier verwendete Turbolader verfügt über eine variable Geometrie (VGT). Diese minimiert die Beschleunigungsverzögerung nach Durchdrücken des Gaspedals. Der unvariable Turbolader ist ein Resonanzsystem, das erst angeregt werden muss. Erst viel Abgas beschleunigt die Turbine im Abgasstrom so stark, dass sie auf der Ansaugseite das gewünschte Mehr an Luft in den Zylinder fördert. Diese Verzögerung wird „Turboloch“ genannt und muss bei Beschleunigungsvorgängen vom Fahrer beachtet werden. Dem abhelfend, beschleunigt ein VGT-System auch geringe Abgasströme, indem es sie durch einen vorübergehend verengten Luftweg auf die Turbine lenkt. Die VGT-Leitschaufeln sind dazu wie auf einem Schaufelbagger-Rad angebracht und reichen in den Abgasstrom. Sie lenken, nahezu zum Kreis angeklappt, schneller, oder ausgeklappt langsamer Abgas auf die Turbine des Turboladers. Diese beschleunigt oder bremst demzufolge. Letzteres wird bei höheren Motordrehzahlen angewandt, da hier kaum Bedarf für ein Mehr an Luft besteht. Im Gegenteil würde dies den vorgesehenen Druck im Zylinder übersteigen und damit die Motor-Bauteile mechanisch schädigen. Die VGT-Regelung macht daher meist, wie auch bei diesem Motor, das Überdruckventil (Wastegate) unvariabler Turbolader überflüssig. Seine elektrische Leitschaufel-Steuerung ermöglicht zudem eine präzisere Regelung des Luftstroms, als bei pneumatischer Verstellung. Hyundai weist sie mit der Bezeichnung e-VGT aus.

### Probleme
Ein häufigeres Problem des J3-Motors bei Verwendung im Kia Carnival vor 2005 sind defekte
Zylinderkopfdichtungen. Dies hat seine Ursache jedoch nicht im Motor, sondern der mangelnden Rostvorsorge der hinteren Heizungsrohre, die in den Kühlwasserkreislauf eingebunden sind. Haben diese eine rostbedingte Leckage, tropft Kühlwasser auf den Auspuff und verdampft. Damit sind keine Wasserspuren unterhalb des Autos zu finden. Infolge der verringerten Kühlmittelmenge erhitzt der Motor nun jedoch stärker und durch die einhergehende unnormale Dehnung wird die Abdichtung undicht. Erkennbar wird das Problem an schnell sinkendem Kühlwasserstand oder steigendem Ölstand. Das Öl wird dabei über die defekte Dichtung durch eindringendes Kühlwasser verdünnt und so scheinbar vermehrt. Das Problem wurde mit einer Umstellung des Korrosionsschutzes Mitte 2004 behoben.

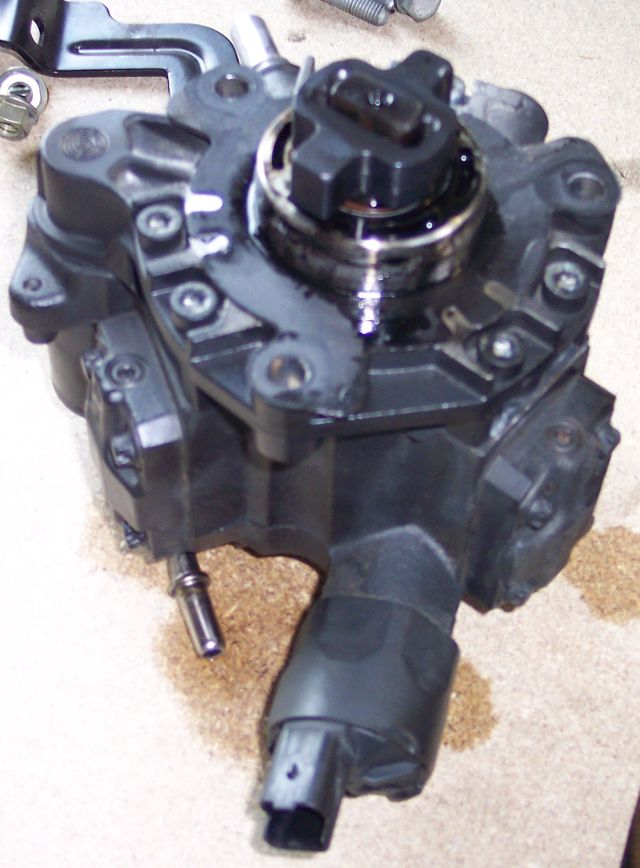
Eine Common-Rail-Hochdruckpumpe, hier von Siemens VDO.

Bei den J3-Motoren der Leistungsstufen 144 und 150 PS (beide verfügen über das Delphi Common Rail-System DFP1) können Injektoren und die Kraftstoff-Hochdruckpumpe ausfallen. Ursache sind Metallspäne, die sich in der Kraftstoffpumpe durch Überhitzung lösen, die Injektoren verstopfen und hochdruckbedingt auch schädigen können. Da für einen gleichmäßigen Kraftstoffdruck an den Injektoren mehr Diesel angeliefert wird als benötigt, wird überschüssiger Diesel zurück in den Tank geleitet und damit können die Späne beim erneuten Ansaugen auch die Hochdruckpumpe selbst weiter schädigen. Aufgrund ihrer geringen Größe werden sie auch vom Kraftstofffilter nicht vollständig ausgefiltert. Zur Reparatur müssen daher Hochdruckpumpe, Kraftstoffleitungen, Injektoren, Tank und Kraftstofffilter getauscht werden. Eine Reinigung könnte einzelne Späne zurücklassen. Erkennbar wird das Problem an einer leuchtenden Check-Engine-Leuchte in der Tachoeinheit oder einem starken Leistungsverlust. Die Überhitzung der Kraftstoffpumpe entsteht durch fehlenden Kraftstoffdurchfluss und damit mangelnder Kühlung im Leerlauf nach Lastphasen (etwa nach Überholvorgängen, oder längeren Steigungen). Mangelnder Kraftstoffdurchfluss kann zudem durch einen nicht gewarteten Kraftstofffilter oder Förderung von Luft bei nahezu leerem Tank verursacht werden. Bei geringem Tankfüllstand erwärmt sich der Diesel zudem stärker, da er mehrfach komprimiert und wieder in den Tank zurückgeführt wird. Seine Kühlwirkung nimmt damit ab. Der Hersteller wechselte 2005 mit Steigerung der Motorleistung auf 163 und 185 PS auf ein Kraftstoffsystem, bei dem die Pumpe zur Eigenkühlung im Leerlauf mehr Diesel zirkuliert, als für den Antrieb selbst nötig wäre. Auch eine frühere Tankaufforderung mit vorzeitigem Abschalten bei geringer Tankfüllung ist anzunehmen, da Ausfälle seitdem nur in Zusammenhang mit mangelnder Schmierfähigkeit des Kraftstoffs bekannt sind. Diese ist bei einem Biodieselanteil von über fünf Prozent oder außereuropäischen Dieselqualitäten ein Problem aller Einspritzsysteme.

## Daten
| Serie | Motorcode    | Hubraum (cm³) | Hub × Bohrung (mm) | Leistung (PS) bei (1/min)  | Drehmoment bei (1/min)               | Zylinder | Verdichtung | Aufladung            | Einspritzung                 | Partikel-filter | Stickoxid-filter |
| ----- | ------------ | ------------- | ------------------ | -------------------------- | ------------------------------------ | -------- | ----------- | -------------------- | ---------------------------- | --------------- | ---------------- |
| J     | JS           | 2700          | ?? × 94,5          | - ? -                      | - ? -                                | 4        | - ? -       | -                    | - ? -                        | -               | -                |
| J     | J2 1         | 2665          | 95 × 94,5          | 80/84 2 bei 4150           | 172/175 bei 2400                     | 4        | 18,1        | -                    | Wirbelkammer                 | -               | -                |
| J     | JT           | 2957          | 98 × 98            | 92/85 3 bei 4000           | 172/181 bei 2200                     | 4        | - ? -       | -                    | Wirbelkammer                 | -               | -                |
| J     | J3 (TCI) 4   | 2902          | 98 × 97,1          | 126 bei 3600               | 338 bei 1950                         | 4        | - ? -       | Turbo                | Direkteinspritzung - ? - bar | -               | -                |
| J     | J3 (CR) 4/ 5 | 2902          | 98 × 97,1          | 125 bei 3800               | 245 bei 1500–3250                    | 4        | 17,4        | Turbo                | CRDI - ? - bar               | offen           | -                |
| J     | J3 (CR)      | 2902          | 98 × 97,1          | 144/150 bei 3800           | 310/333 bei 2000                     | 4        | - ? -/19,3  | Turbo                | CRDI 1500 bar/ 1600 bar      | -               | -                |
| J     | J3 (CR)      | 2902          | 98 × 97,1          | 163 bei 3800/ 185 bei 3800 | 345 bei 1750–3000/ 343 bei 1500–3500 | 4        | 18,4/ 18,0  | Turbo/ e-VGT-Turbo 6 | CRDI 1600 bar                | - / offen       | -                |

## Einsatz
Aufgelistet sind die weltweit verbauten J-Motoren für jedes Modell, nicht in jedem Land werden alle aufgeführten Konfigurationen angeboten.
Hyundai Terracan
- Terracan HP
  - J3 CR (150 PS): 2002–2004
  - J3 CR (163 PS): 2004–2006

KIA Carnival
- Carnival UP
  - J3 TCI (126 PS): 1999–2001
- Carnival GQ
  - J3 CR (144 PS): 2002–2005
- Carnival VQ
  - J3 CR (185 PS): 2005-heute (in Europa Ende 2009 durch R 2.2 ersetzt)

KIA Besta
- Besta TA
  - JS: 1992–1997

KIA Pregio
- Pregio TB (auf manchen Märkten weiterhin unter der Bezeichnung Besta verkauft)
  - J2: 1997–2002
  - JT: 2002–2006

KIA K2700
- K2700 K62W
  - J2 (83 PS): 1997–1999 (Euro 1-Variante)
- K2700 SD
  - J2 (80 PS): 1999–2004 (Euro 2-Variante, seit Euro 3-Pflicht ab 2001 ist das Fahrzeug in Europa nicht mehr erhältlich)
- K2700 TU
  - J2 (83 PS): 2000–2004
- K2700 PU
  - J2 (83 PS): 2004-heute

KIA K2900
- K2900 PU
  - J3 CR (125 PS): 2008-heute

KIA K3000
- K3000 / Frontier
  - JT (92 PS): 1997–2000
- K3000S / Frontier II
  - JT (85 PS): 2000-heute